# Ірв Готті
Ірвінг Домінго Лоренцо-молодший (26 червня 1970 — 5 лютого 2025), більш відомий як Ірв Готті (англ. Irv Gotti) — американський ді-джей, музичний продюсер, генеральний директор і співзасновник лейблу Murder Inc. Records. Він найбільш відомий як продюсер кількох альбомів номер один для Ашанті, Ja Rule і Jennifer Lopez, а також співпрацею з Jay-Z, DMX і Каньє Вестом. Готті також є творцем серіалу BET Tales.

## Раннє життя
Ірв Готті народився в районі Холліс у Квінзі, Нью-Йорк. Ріс разом з братом Крісом.

## Кар'єра
У 1994 році Ірв почав працювати з групою Cash Money Click, до якої входив Ja Rule, і спродюсував для неї кілька синглів. У 1996 році Ірв Готті під псевдонімом DJ Irv спродюсував пісню «Can I Live» з дебютного альбому Jay-Z Reasonable Doubt.
У 1997 році через Ірва Def Jam Recordings підписали контракт з виконавцем Ruff Ryders DMX. Готті, як виконавчий продюсер, керував створенням першого студійного альбому DMX, It's Dark and Hell Is Hot, що вийшов 12 травня 1998 року. Альбом дебютував на вершині чарту Billboard 200 і був проданий тиражем понад 250 000 копій за перший тиждень. Альбом розійшовся тиражем у чотири мільйони копій у Сполучених Штатах, отримав чотириплатиновий сертифікат RIAA та продав п’ять мільйонів копій по всьому світу .
Після того, як Ірв допоміг Def Jam досягти успіху завдяки DMX і Jay-Z, Ліор Коен дав Ірву Готті власний лейбл під Def Jam. Під час перегляду серіалу на A&E на екрані з’явився логотип Корпорації вбивств (Murder, Inc.), і Ірв Готті вирішив використати грізну назву для свого лейблу, оскільки хотів випускати «вбивчі» хіти.
Першим альбомом, випущеним Murder Inc., був дебютний альбом Ja Rule, Venni Vetti Vecci, випущений у червні 1999 року. Весь альбом був спродюсований Ірвом, який керував розробкою альбому як виконавчий продюсер.
Ірв, Джа Рул і лейбл Murder Inc. були залучені в широко розрекламовану ворожнечу з G-Unit Records, Aftermath Entertainment і Shady Records через біф між 50 Cent і Ja Rule. Після цього Murder Inc. змінила назву на The Inc. після розслідування 2003 року, включно з обшуком манхеттенських офісів Murder, Inc., в результаті якого Готті та його брату Крісу були висунуті звинувачення у відмиванні грошей і зв'язками з нью-йоркським наркобароном Кеннетом «Supreme» Макгріффом. 2 грудня 2005 року суд присяжних виправдав братів Готті за всіма звинуваченнями. Лейбл згодом змінить свою назву, щоб більше зацікавити публіку.
Під назвою The Inc. Ірв перемістить лейбл на Universal Motown і підпише контракт з Ванессою Карлтон. Готті став співпродюсером третього альбому Ванесси Карлтон Heroes and Thieves, який вийшов 9 жовтня 2007 року разом із Channel 7, Ріком Рубіном і Стефаном Дженкінсом.
В інтерв'ю з Енджі Мартінес на початку травня 2009 року Готті заявив, що його лейбл Murder Inc. розриває співпрацю з Universal Records.
У вересні 2013 року Murder Inc. було відновлено як дочірній лейбл під новим лейблом Ірва Готті, Visionary.

## Смерть
Ірв Готті помер 5 лютого 2025 року від ускладнень після численних інсультів у віці 54 років.

## Особисте життя
Одружений з Деббі Лоренцо. Має трьох дітей: дочка Енджі, синів Джей Джей і Сонні.

## Дискографія

### Спродюсовані сингли
- 1994
  - «Shit's Real»(Mic Geronimo)
- 1996
  - «Can I Live»(Jay-Z)
- 1998
  - «Can I Get A...» (Jay-Z за участю Amil & Ja Rule)
  - «Hot Spot»(Фоксі Браун)
- 1999
  - «What's My Name» (DMX)
  - «Holla Holla» (Ja Rule)
- 2000
  - «Come Back in One Piece»  (Алія & DMX) 
  - «Between Me and You» (Ja Rule за участю Крістіни Міліан)
- 2001
  - «What's Luv?» (Fat Joe за участю Ашанті & Ja Rule)
  - «I'm Real (Murder Remix)» (Дженніфер Лопес за участю Ja Rule)
  - «Ain't It Funny (Murder Remix)» (Дженніфер Лопес за участю Ja Rule & Caddillac Tah)
  - «I Cry» (Ja Rule)
  - «Always on Time» (Ja Rule за участю Ашанті)
- 2002
  - «Foolish» (Ашанті)
  - «Happy» (Ашанті)
  - «Down 4 U» (Irv Gotti за участю Ja Rule, Ашанті, Vita & Charli Baltimore)
  - «Mesmerize» (Ja Rule за участю Ашанті)
  - «Gangsta Lovin» (Eve за участю Аліши Кіз)
- 2004
  - «Breakup 2 Makeup» (Ашанті за участю Black Child) 
  - «Wonderful» (Ja Rule за участю Ашанті & R. Kelly)
- 2005
  - «Infatuated» (Memphis Bleek)
- 2008
  - «Nice» (The Game) за участю Newz
- 2018
  - «Violent Crimes» (Kanye West)
- 2019
  - «Brothers» (Kanye West за участю Чарлі Вілсона)